# Ed Hunter
Ed Hunter е компилационен албум и игра издадена през 1999 г. Играта се развива на фона на музиката на Айрън Мейдън, а целта е да се освободи талисмана на групата Еди.
Играта преминава през различни нива като се започне от улицата, минава през психиатрична клиника, Ада, а след това през различни места от обложките на албумите на Iron Maiden.
Геймплея се състои в стрелянето по появяващите се врагове с помощта на мишката. Играчът не може да се движи, тъй като героят му върви с музикалния фон (изключение правят няколко ситуации, където играчът трябва да избере сам пътя си).
Пакетът включва 3 диска. Първият е с 14 песни, вторият с 6 и инсталационните фаилове за играта, а с третия се играе. Саундтрака се състои от 20 парчета избрани от феновете на групата. Американската версия съдържа и бонус парче (Wrathchild в изпълнение на Брус Дикинсън).

### Нива (музиката на фона е в скобите)
1. Ийст Енд, Лондон (Phantom of the Opera)
2. Под сенчестия бор (Wrathchild)
3. Ада (Hallowed Be Thy Name)
4. Гробището (Fear of the Dark)
5. Гробницата на фараона (Powerslave)
6. Блейд Рънър (Futureal)
7. Futureal (The Evil that Men Do)
8. Финал (The Evil That Men Do)

### Диск 1
1. Iron Maiden(live)
2. The Trooper
3. "The Number of the Beast"
4. Wrathchild
5. Futureal
6. "Fear of the Dark"
7. Be Quick or Be Dead
8. 2 Minutes to Midnight
9. Man on the Edge
10. Aces High
11. The Evil That Men Do
12. Wasted Years
13. Powerslave
14. Hallowed Be Thy Name

### Диск 2
1. Run to the Hills
2. The Clansman
3. Phantom of the Opera
4. Killers
5. Stranger in a Strange Land
6. Tailgunner